# النشيد الوطني السعودي
النشيد الوطني السعودي هو النشيد الرسمي للمملكة العربية السعودية منذ عام 1984، كتبه الشاعر السعودي إبراهيم خفاجي، ولحّنه الموسيقار السعودي طارق عبد الحكيم 1947على آلة البوق ثم قام الموسيقار سراج عمر بتوزيع النشيد بالآلات النحاسية العسكرية. كان الموسيقار المصري عبد الرحمن الخطيب هو أول من لحن السلام الملكي السعودي عام 1945 أثناء زيارة الملك عبد العزيز لمصر.

## التاريخ
لم يكن هناك نشيد وطني متعارف عليه في المملكة العربية السعودية سابقُا، ويروي كاتب النشيد إبراهيم خفاجي في حواره مع المذيع فريد مخلص عبر إذاعة البرنامج الثاني- جدة قصة النشيد: «لقد جاءت فكرة كتابة نص النشيد إبان زيارة رسمية قام بها الملك خالد بن عبد العزيز إلى جمهورية مصر العربية، وأثناء استقباله الرسمي من الرئيس المصري محمد أنور السادات، أعجب الملك خالد بالنشيد الوطني المصري، فقال على هامش الزيارة لوزير الإعلام السعودي المرافق آنذاك الدكتور محمد عبده يماني لماذا لا يصاحب السلام الملكي السعودي نشيدًا وطنيًا،
وعلى الفور خاطب الدكتور اليماني كبار شعراء المملكة المبرزين طالبًا منهم تحقيق رغبة الملك خالد، منبهًا إلى أن يكون متوافقًا في وزنه ولحنه مع موسيقى السلام الملكي السعودي المعروف وهو السلام الذي قام بتلحينه الملحن المصري عبد الرحمن الخطيب بتوجيه من الملك فاروق ملك مصر ليكون هدية بمناسبة زيارة جلالة الملك عبد العزيز بن عبد الرحمن آل سعود إلى مملكة مصر في عام 1365-1945. كان الأمير عبد الله الفيصل هو من اقترح على القيادة وأصحاب الشأن تكليف الشاعر المكّي إبراهيم خفاجي كتابة النشيد، وذلك لمعرفته الشخصية بقدرة خفاجي على ذلك، وصادف أن خفاجي كان يقضي إجازته في القاهرة، فبحث عنه السفير السعودي في مصر آنذاك الأستاذ أسعد أبو النصر، وعندما اهتدى إلى عنوانه ترك له إشعارًا بمراجعة السفارة السعودية في القاهرة لأمر هام وما إن علم خفاجي بالرغبة الكريمة وتشريفه بهذه المهمة الوطنية، حتى استعد لها، ولكن شاءت إرادة الله تعالى أن ينتقل الملك خالد إلى رحمة الله 1402هـ فتأخر تنفيذ الفكرة. بعدها بلغه رغبة الملك فهد بن عبد العزيز الشروع في تنفيذ الفكرة، وبلغه اشتراط الملك فهد أن يكون النشيد خاليًا من اسم الملك وألا تخرج كلمات النشيد عن الدين والعادات والتقاليد، مكث خفاجي ستة أشهر في إعداد نص النشيد، ثم سُلم النص للموسيقار السعودي سراج عمر العمودي الذي كلف بتركيب نص النشيد وتوزيعه على موسيقى السلام الملكي. كان الأستاذ علي الشاعر قد أصبح وزيرًا للإعلام السعودي خلفًا للدكتور يماني فقدم له نص النشيد في صورته النهائية، فقام بدوره وقدمه للملك فهد بن عبد العزيز والذي بعد سماعه له وإعجابه أجازه وأمر بتوزيع نسخ منه على جميع سفارات المملكة العربية السعودية، وإثر ذلك منح الملك فهد إبراهيم خفاجي شهادة البراءة والوسام الملكي الخاص بذلك، وكان يوم الجمعة أول أيام عيد الفطر المبارك 1404/ 1984هو يوم ميلاد النشيد الوطني السعودي، وقد سمعه الشعب السعودي والعالم بعد أن بثته إذاعة وتلفزيون المملكة في افتتاحية برامجهما ذلك اليوم».
صدر تعميم وزير التربية والتعليم آنذاك رقم 742506 وتاريخ 6 ذو القعدة 1425هـ، وتعميم وكيل وزارة التربية والتعليم بتاريخ 6 محرم 1427هـ، وتعميم مدير عام التربية والتعليم بمنطقة الرياض الْمُتضمنة: «بداية اليوم الدراسي ضمن فعاليات الاصطفاف الصباحي في جميع المدارس بمختلف مراحل التعليم بالنشيد الوطني تحية العلم».

## مراحل تطور النشيد الوطني

### في عهد الملك عبد العزيز
بمناسبة زيارة عبد العزيز آل سعود إلى مصر، وحيث أن ليس للسعودية آنذاك سلام ملكي خاص لعزفه في المناسبات كلف الأمير منصور بن عبد العزيز وكان حينها وزيرا للدفاع الملحن المصري عبد الرحمن الخطيب أن يؤلف موسيقى السلام الملكي، وفعل ذلك وكان يعزف فقط بالبوق العسكري وقد وضع كلمات هذا اللحن في السابق الشاعر السعودي محمد طلعت، ونص النشيد هو:

### في عهد الملك سعود
النشيد الوطني في عهد الملك سعود:

### النشيد الوطني الحالي
بدأ عزف النشيد الوطني رسميًا أثناء افتتاح واختتام البث الإذاعي والتلفازي اعتبارًا من يوم الجمعة 1 شوال، 1404 هـ/ 29 يونيو، 1984.
حيث كلف الشاعر إبراهيم خفاجي من قبل الملك فهد بن عبد العزيز، بصياغة كلمات النشيد الوطني الذي جاء مواكبًا لموسيقى السلام الملكي إذ قام الموسيقار السعودي سراج عمر بتنسيق ومطابقة الكلمات للحن، ليتم ترديده في المدارس، ومن ثم أصبحت تنشده البعثات الرياضية والشبابية السعودية في المحافل الدولية.
ويتألف النشيد الوطني الجديد من أربعة مقاطع كالآتي:

## وصلات خارجية
- النشيد الوطني السعودي على يوتيوب.